# Claude-Emmanuel Luillier, dit Chapelle
Pour les articles homonymes, voir Chapelle (homonymie) et Lhuillier.
Claude-Emmanuel Luillier, dit Chapelle, né en 1626 ou 1627 dans le faubourg parisien de La Chapelle-Saint-Denis, et mort en 1686, est un homme de lettres français du Grand Siècle, resté dans l'histoire littéraire pour avoir été l'ami intime de trois auteurs majeurs de l'époque : Cyrano de Bergerac, D'Assoucy et Molière, et pour avoir écrit, avec François Le Coigneux de Bachaumont, un Voyage en prose et en vers qui a été le modèle de maints autres récits de même forme.
Proche également de François Bernier, La Fontaine, Racine, Boileau et Chaulieu, la légèreté de son esprit et son enjouement lui valurent, vers la fin de sa vie, de fréquenter les salons parisiens et d'être apprécié de plusieurs « grands seigneurs » de la cour de Louis XIV.

## Biographie

### Famille et milieu
Il était le fils adultérin de François Luillier (15??-1652), trésorier de France à Paris, puis maître des comptes et conseiller au Parlement de Metz, et de Marie Chanut (1595?-1652), sœur du diplomate Pierre Chanut, qui vivait séparée de son mari Hector Musnier (15??-1648), receveur général des finances en la généralité d'Auvergne.
On ignore les dates de sa naissance et de son baptême. L'un de ses premiers éditeurs lui donne soixante ans au moment de sa mort, en 1686, ce qui le ferait naître en 1626. Mais son double prénom, qui était celui du frère cadet de son père, mort à l'âge de vingt-deux ans dans des conditions dramatiques au printemps 1627 pourrait suggérer que Chapelle est né après cette date plutôt que l'année précédente.
Le lieu de cette naissance est en revanche bien établi, puisque c'est de lui qu'il tient son surnom de Chapelle. Son père possédait en effet une maison dans le village de La Chapelle entre Paris et Saint-Denis, rattaché à la capitale en 1860. Il y hébergea notamment son ami le philosophe Pierre Gassendi, lors de son premier séjour parisien, en 1624.
On ignore où et par qui il fut élevé. Rien n'interdit de penser que ce fut par sa mère, qui demeura à Paris jusqu'à sa mort en janvier 1652.
Le 4 janvier 1642, il est légitimé par lettres royales. Les termes de cet acte méritent d'être cités, au moins pour partie :

« Louis par la grâce de Dieu roi de France et de Navarre à tous présents et à venir salut. Notre amé et féal conseiller et ministre ordinaire de notre chambre des comptes de Paris, Me François Luillier, nous a très humblement remontré que de lui vivant dans le célibat comme il fait encore à présent, et de Marie [blanc], femme mariée pour lors éloignée de son mari, est issu un fils nommé Claude Emmanuel, de l’éducation duquel il a pris soin en sorte qu’il espère le pouvoir rendre utile à notre France, si la tache et macule de sa naissance étant levée, il est admis et tenu au rang de nos autres sujets nés en loyal mariage. Et pour ce, nous a ledit Luillier très humblement supplié lui octroyer nos lettres sur ce nécessaires ; et d’autant qu’il n’est pas juste que le vice de nature soit imputé à ceux qui s’efforcent de le corriger et amender par l’étude des choses vertueuses, ainsi qu’il nous a été exposé que prend peine de faire ledit Claude Emmanuel ; savoir faisons que pour la bonne opinion que nous avons de sa personne, et désirant gratifier et favorablement traiter ledit sieur Luillier son père, en considération des services qu’il nous a rendus et nous rend encore à présent, avons audit Emmanuel ôté et ôtons la tache illégitime de sa naissance, et de notre grâce spéciale, pleine puissance et autorité royale, avons icelui légitimé et par ces présentes légitimons, voulons, ordonnons et nous plaît que dorénavant, tant en jugement que dehors et en tous actes, il soit censé, tenu et réputé légitime, et que nonobstant la vicieuse illicité et prohibée copulation dont il est procréé, il puisse jouir de tous les biens meubles et immeubles qui lui ont été donnés ou seront donnés ci-après, ou qu’il pourra acquérir par les voies ordinaires et permises en notre royaume, pays, terres et seigneuries de notre obéissance et conquête, et que d’iceux biens il puisse disposer par vente, cession, donation, testament ou autrement, en ordonner ainsi que bon lui semblera, accepter tous dons qui lui seront faits, tant par sesdits père et mère que par tous autres, soit en meubles ou immeubles, etc. »

Six mois après l'avoir fait légitimer, Luillier fait don à son fils de 4 100 livres de rente viagère.

### Le «gay trio»
Dès avant ce temps, Chapelle a fait la rencontre de Savinien Cyrano de Bergerac et, par lui, de Charles Coypeau d'Assoucy, ses aînés de sept et vingt-et-un ans, avec lesquels il formera pendant quelques années ce que la cyraniste Madeleine Alcover a nommé « un gay trio ». C'est du moins ce qui se déduit du témoignage de D'Assoucy:

« Il n’avait pas encore dix-sept ans, l’ami C[hapelle], que feu B[ergerac], qui mangeait déjà son pain et usait ses draps, me donna l’honneur de sa connaissance. C’est pourquoi il ne faut pas s’étonner si j’en ai si bien profité. Comme en ce temps-là il était fort généreux, quand il m’avait retenu à souper chez lui, et que pour me retirer chez moi l’heure était indue, il me cédait fort librement la moitié de son lit. C’est pourquoi, après avoir eu de si longues preuves de la qualité de mes désirs, et m’avoir bien daigné honorer plusieurs fois de sa couche, il me semble que c’était plutôt à lui à me justifier qu’à Messieurs du Présidial de Montpellier, avec lesquels je n’ai jamais couché. »

S'adressant à son ancien ami dans un autre texte, D'Assoucy évoque « les premiers poils qui, ombrageant votre menton, causèrent un si notable divorce entre vous et le sieur C[yrano] B[ergerac], qui dès vos plus tendres années prit le soin de votre éducation… ». Dans la seconde édition du même texte, il l'interpelle encore: « Est-ce ainsi que vous traitez vos amis, vous qui, du temps que vous recherchâtes ma connaissance, n'étiez encore qu'un écolier… »

### Études et condisciples
Où Chapelle a-t-il fait « l'étude des choses vertueuses » dont il est question dans les lettres de légitimation? Quel collège a-t-il fréquenté? Une lettre de son père datée de mai 1646 suggère qu'à cette date « l'institution » du jeune homme, âgé d'une vingtaine d'années, n'était pas encore achevée.
Dans sa Vie de M. de Molière, parue en 1705, Jean-Léonor Le Gallois, sieur de Grimarest accorde une grande place à Chapelle, qu'il n'avait sans doute pas connu personnellement, mais dont son principal informateur, le comédien Michel Baron, lui avait tracé le portrait et conté les aventures. Après avoir indiqué que le père de Molière s'était résolu à envoyer son fils au collège des Jésuites, il écrit :
« Le jeune Pocquelin était né avec de si heureuses dispositions pour les études qu'en cinq années de temps, il fit non seulement ses Humanités, mais encore sa Philosophie. Ce fut au collège qu'il fit connaissance avec deux hommes illustres de notre temps : Mr de Chapelle et Mr Bernier. Chapelle était fils de Mr Luillier, sans pouvoir être son héritier de droit […]. Mr Luillier n'épargna rien pour donner une belle éducation à Chapelle, jusqu'à lui choisir pour précepteur le célèbre Mr de Gassendi, qui, ayant remarqué dans Molière toute la docilité et toute la pénétration nécessaires pour prendre les connaissances de la philosophie, se fit un plaisir de la lui enseigner en même temps qu'à Messieurs de Chapelle et Bernier. Cyrano de Bergerac, que son père avait envoyé à Paris sur sa propre conduite, pour achever ses études, qu'il avait assez mal commencées en Gascogne, se glissa dans la société des disciples de Gassendi, ayant remarqué l'avantage considérable qu'il en tirerait. Il y fut admis cependant avec répugnance ; l'esprit turbulent de Cyrano ne convenait point avec de jeunes gens qui avaient déjà toute la justesse d'esprit que l'on peut souhaiter dans des personnes toutes formées. »
Ce récit, qui développe quelques lignes de la préface de La Grange aux Œuvres de Monsieur de Molière (1682), n'est confirmé par aucun document d'archives. Avant le début des années 1660, le nom de Molière (ou de Pocquelin) n'apparaît nulle part accolé à ceux de Gassendi, Cyrano, Chapelle ou Bernier.

### Le séjour à Saint-Lazare
C'est au cours de l'année 1646, s’il faut en croire l'un de ses premiers éditeurs, repris par la plupart des historiens, que les deux tantes paternelles de Chapelle l'auraient fait enfermer à la Maison Saint-Lazare, tenue par les prêtres de la Congrégation de la Mission et qui servait de maison de correction, voire de prison, pour les fils de famille. Une lettre de François Luillier datée de mars 1647 et témoignant du « déplaisir » qu'il a conçu « de ce que l'on [lui] a mandé de la débauche et du libertinage de Chapelle », pourrait confirmer cette datation, qui n'en reste pas moins sujette à caution.

### Premières publications
Le nom de Chapelle apparaît imprimé pour la première fois en mars 1646, quand il signe « De La Chappelle » un sonnet liminaire pour La Science des Sages du vieil alchimiste et romancier François du Soucy de Gerzan. Son nom côtoie alors ceux de François Cassandre et du jeune François de la Mothe Le Vayer, fils du philosophe. Au mois d'octobre suivant, il donnera à nouveau une pièce liminaire pour Le Triomphe des dames du même auteur. Deux ans plus tard, en juillet 1648, il en donne deux autres pour Le Jugement de Pâris en vers burlesques, de D'Assoucy, lequel s'ouvre sur un avis « Au lecteur et non au sage » signé « Hercule de Bergerac ». La signature du jeune Luillier, « C.E. de La Chappelle (sic) », côtoie alors celles de Paul Scarron, de Tristan L'Hermite, de La Mothe le Vayer fils, d'Henry Le Bret et de plusieurs autres. Il donnera encore de semblables pièces à D'Assoucy en avril 1653 pour son Ravissement de Proserpine, et en juillet de la même année, pour les Poésies et lettres de M. D'Assoucy contenant diverses pièces héroïques, satiriques et burlesques. 

### Les études de médecine
Dans l'historiette qu'il consacre à François Luillier, Tallemant des Réaux, qui était son locataire et le connaissait donc bien, écrit: « Il fit son bâtard médecin, parce, disait-il, qu'en cette vacation-là on peut gagner sa vie partout. » La notice de Donneau de Visé reproduite ci-dessous en apporte confirmation. Une lettre latine que Chapelle adresse de Montpellier, le 1er janvier 1649, à son maître Gassendi, « prince des philosophes de ce siècle », qui se trouve alors à Digne, donne à penser que c'est au cours de cette année que le jeune homme recevra son bonnet de docteur, à la même faculté de médecine où, le 26 août 1652, son ami François Bernier obtiendra le sien.
Il est toujours dans le midi au début de l'année suivante. Le 13 janvier 1650, en effet, il débarque à Toulon en provenance de Port-de-Bouc. Pendant plusieurs mois il est hébergé par Gassendi, qui, le 25 mars, demande à François Luillier 800 livres pour subvenir aux dépenses du jeune homme. Le 5 février, en compagnie de Bernier, qui revient d'un long voyage en Pologne, il assiste leur maître, monté sur le Mont Caume pour y renouveler l’expérience de Pascal sur la pression atmosphérique.

### Séjour en Italie
Au début de l'été 1650, muni d'une lettre de recommandation de Jacques Dupuy à son frère Pierre, il part pour Rome, où il retrouve son ami D'Assoucy.
Il quitte la ville à dans les premiers jours d'avril 1651 pour gagner Lucques, où son père, malade, est venu prendre les eaux. Le 21 janvier 1652, François Luillier meurt à Pise (dans le même temps où Marie Chanut, mère de Chapelle, meurt à Paris). Il est probable que son fils assiste à ses obsèques en compagnie de Bernier, envoyé là par Gassendi. Après quoi il regagne Paris, en passant par Digne, Grenoble, Genève et Dijon.

### Le voyage à Encausse
Au plus chaud de l'été 1656, Chapelle part avec François Le Coigneux de Bachaumont prendre les eaux à Encausse. Les étapes de leur périple — amicales, gastronomiques, œnologiques et plus rarement « touristiques » —sont les suivantes : Bourg-la-Reine, Antony, Longjumeau; l'abbaye de Saint-Euverte d'Orléans, dont Bachaumont est bénéficiaire; Blois, Amboise; le château de Fontaulade à Chadenac, propriété du comte de Lussan; le château de Jonzac; Courpignac, Blaye; le palais de l'intendant Gédéon II Tallemant des Réaux, rue du Chapeau-Rouge à Bordeaux; la demeure du comte d'Orty à Agen, Encausse; le château de Castillon-Savès, propriété du marquis de Fontrailles, Toulouse; le château du comte d'Aubijoux à Graulhet, Castres; le château de Pennautier, propriété de Pierre Louis Reich de Pennautier, trésorier des États du Languedoc, Narbonne, Béziers, Saint-Thibéry, Loupian, Montpellier; le château de Marsillargues, propriété de Jean-Louis de Louet de Nogaret, marquis de Calvisson, Pont du Gard, Nîmes, Beaucaire, Arles, Salon, Marseille, Cassis, La Ciotat; la « Cassine » du Chevalier Paul au Pont du Las près de Toulon, Hyères, la Sainte-Baume, Saint-Maximin, Négreaux (propriété de la famille Riqueti à Mirabeau), Aix, Orgon, Avignon, où ils arrivent le 2 novembre, Pont-Saint-Esprit, et de là par le coche d'eau jusqu'à Lyon, où ils composent la relation de leur voyage en prose mêlée de vers, qu'ils adressent à leurs amis les frères Du Broussin.
La relation de ce voyage circule en manuscrit jusqu'à ce qu'en 1661 le libraire Estienne Loyson la publie, sous le titre « Voyage de Messieurs de la Chapelle & Balchaumont (sic) », en tête d'un recueil de Nouvelles poésies et prose (sic) galantes, contenant plusieurs élégies, stances, sonnets, rondeaux, épigrammes, bouts-rimez et madrigaux.
Elle sera rééditée de très nombreuses fois au cours des années et des siècles suivants.

### Chapelle et Molière, une longue amitié
Que permettent d'affirmer les documents, au-delà du récit tardif de Grimarest ? Qu'entre 1659 (peu après le retour de Molière à Paris) et février 1673 (date de sa mort), Chapelle et Molière entretinrent une étroite amitié, qui permit plus tard à leur ami commun François Bernier d'écrire que « L'illustre Molière ne pouvait vivre sans son Chapelle. » Selon le récit qu'en a fait Baron à Grimarest, Molière aurait participé avec lui et quelques autres à une soirée de débauche restée célèbre, le banquet d'Auteuil.

### Retour à l'étude?
Au printemps 1668, François Bernier, qui depuis une quinzaine d'années vit loin de France, lui adresse une longue lettre « Sur le dessein qu'il [Chapelle] a de se remettre à l'estude, sur quelques points qui concernent la doctrine des Atômes, & sur la nature de l'entendement humain », lettre qui sera publiée trois ans plus tard dans la Suite des mémoires du sieur Bernier, sur l'Empire du Grand Mogol :
« Mon tres-cher,
J'avois toûjours bien crû ce que disait Monsieur Luillier ; que ce ne seroit qu'un emportement de jeunesse ; que vous laisseriez cette vie qui déplaisoit tant à vos Amis, & que vous retourneriez enfin à l'Etude avec plus de vigueur que jamais. J'ay appris dés l'Hindoustan par les dernieres Lettres de mes Amis, que c'est à present tout de bon, & qu'on vous va voir prendre l'essor avec Democrite et Epicure, bien loin au-delà de leurs flamboyantes murailles du monde, dans leurs espaces infinis, pour voir & nous rapporter victorieux ce qui se peut & ne se peut pas, Et ultra processit longe flammantia, &c ; pour faire une reveuë & serieuse meditation sur la nature de ces espaces, lieu general des choses ; sur ces infinies generations & corruptions de leurs mondes pretendus par leur pretendu concours fatal d'Atômes ; sur la nature, indivisibilité, & autres proprietez de leurs Atômes, sur la Liberté, la Fortune & le Destin ; sur l'Existence ; l'Unité & la Providence de Dieu, sur l'usage des Parties ; sur la nature de l'Ame & sur toutes les hautes Matieres qu'ils ont traitées. »

### Dernières années
En 1669, Jean Donneau de Visé dédie à Chapelle L'Amour échapé ou les diverses manières d'aymer, et dans lequel il brosse son portrait sous le nom de Craton (tome III, p. 16-17) :
« Craton est un des hommes du monde qui a le plus d'esprit. Il l'a naturel, aisé, il a le goût bon et délicat, il a beaucoup de lumières, il entend fort bien les poètes et en connaît toute la finesse. Il est bon philosophe, et médecin sans en faire profession. Il écrit bien en prose, il fait des vers qui ont un tour particulier, et personne n'a jamais été en même temps si ami du sexe et de Bacchus. »
Outre les auteurs déjà nommés, Chapelle fut l'ami de Charles Beys, de La Fontaine, de Racine, de Furetière, de Nicolas Boileau et de l'abbé de Chaulieu. Il fréquenta le salon de Marguerite de la Sablière, rue Neuve-des-Petits-Champs et le château d'Anet, propriété des Vendôme, et il est apprécié par de grands seigneurs tels que le Grand Condé, le duc de Saint-Aignan, Louis-Joseph et Philippe de Vendôme, Philippe Mancini, duc de Nevers, et sa sœur Marie Anne, duchesse de Bouillon.
Il meurt en septembre 1686 dans des conditions dont on ignore tout.

## Hommages posthumes
Dans sa livraison du mois d'octobre suivant, le Mercure galant lui consacre un article très élogieux dû probablement à la plume de Fontenelle:
« Ce ne sont pas toujours les grands biens, la grande naissance ni les grandes charges qui font estimer les hommes. Il s’en trouve d’un certain esprit et d’un certain caractère qui vivent plus heureux et qui sont plus connus et plus estimés que ceux qui possèdent tous ces divers avantages. Tel était M. Chapelle, qui est mort depuis un mois. Il savait beaucoup, sans faire profession de lettres, et quoiqu’il fût philosophe, ses manières n’avaient rien de ceux qui portent ce nom. Il savait le monde, avait le goût bon, et passait la vie parmi les personnes de qualité, qui se faisaient un fort grand plaisir de l’avoir dans tous leurs divertissement et de le loger chez eux. Il n’était pas moins agréable dans le cabinet que dans le repas. Il se connaissait en bons ouvrages comme en bonne chère, et l’on peut dire que c’était un homme universel. Surtout il avait une manière si aisée pour le commerce de la vie, qu’il n’y a personne qui ne demeure d’accord que c’est une perte difficile à réparer. »
Quelque temps plus tard, son ami François Bernier rédige son épitaphe, qu'il envoie pour étrennes à Madame de la Sablière:
« Ci-gît le célèbre Chapelle, cet aimable philosophe qui inspirait l'esprit et la joie à tout le monde. Jamais la nature ne fit une imagination plus vive, un esprit plus pénétrant, plus fin, plus délicat, plus enjoué, plus agréable. Les Muses et les Grâces ne l'abandonnèrent jamais. Elles le suivaient jusque chez les Crenets et les Boucingaults [cabaretiers], où elles savaient agréablement attirer tout l'esprit de Paris. Les faux plaisants n'avaient garde de s'y trouver. À l'ombre seule, il connaissait le fat, et le tournait en ridicule. L'illustre Molière ne pouvait vivre sans son Chapelle. Il avait reconnu de quel secours lui était un critique de si bon goût. Son Voyage est un excellent et inimitable petit chef-d'œuvre, qu'il dérobe en chemin faisant à ses plaisirs. Le reste, cher passant, tu n'as que faire de le savoir. Sache seulement qu'il était homme, qu'il fut extraordinaire en tout, et plains son sort. »
Vers le même temps, le diplomate François de Callières écrit à propos de ce décès quelques lignes qu'il publiera plus tard dans son recueil Des bons mots et des bons contes:
« Nous avons depuis peu perdu un bel esprit dont le génie fécond et enrichi de quantité de belles connaissances dans les sciences les plus curieuses lui fournissait sur le champ des pensées vives et réjouissantes, qui l'ont rendu longtemps les délices des gens de bonne compagnie, et surtout de ceux qui sont touchés du plaisir des bons repas et des choses agréables qui s'y disent. Il avait une facilité à faire des vers d'un tour aisé et naturel. […] Il a fait quantité de vers enjoués sur divers sujets, et il excellait surtout à en faire sur des rimes redoublées, c'est-à-dire sur deux seules rimes à chaque stance. […] C'est à lui que nous devons encore une partie des grandes beautés que nous voyons briller dans les excellentes comédies de Molière, qui le consultait sur tout ce qu'il faisait, et qui avait une déférence entière pour la justesse et la délicatesse de son goût. »
Dans le tome V d'un Recueil des plus belles pièces des poètes français tant anciens que modernes qu'il publie en 1692, Fontenelle lui consacre une brève notice:
« Claude Emmanuel Louillier (sic), surnommé Chapelle parce qu'il était né dans le village de la Chapelle entre Paris et Saint-Denis, fils naturel de François Louillier, maître des comptes, s'est attiré dans ce temps-ci l'estime de tous les beaux esprits et des personnes de la première qualité. Son père, qui avait beaucoup de tendresse pour lui, prit un fort grand soin de son éducation et lui donna les plus habiles maître pour élever sa jeunesse. Le célèbre Monsieur Gassendi lui a enseigné la philosophie, et Chapelle a joint à cette science la délicatesse de sa poésie. Il fit un voyage en Provence, qu'il a si bien écrit dans une lettre mêlée de prose et de vers. On voit dans cette lettre des traits pleins de vivacité, de feu et d'enjouement. […] Son père eût été bien aise de le faire entrer dans les charges publiques, mais Chapelle, plus sensible aux agréments de la vie que touché de l'honneur de ces sortes d'emplois, aima mieux goûter en liberté tout ce qu'une vie libre et facile peut donner de plaisir d'un homme comme lui, recherché par tous les seigneurs de la cour, du goût le plus exquis et le plus délicat. »
Balthazar de Bonnecorse ayant publié, en 1686, un pamphlet en vers intitulé Lutrigot, poème héroï-comique, dans lequel Nicolas Boileau (le héros éponyme) est présenté (p. 14) dans un cabaret, entouré des « fidèles compagnons de [ses] plus chers plaisirs » : Garrine (Racine) et Rigelle (Chapelle), le satiriste en écrira quinze ans plus tard à Claude Brossette:
« On ne saurait m'élever plus haut qu'il fait, puisqu'il me donne pour suivants et pour admirateurs passionnés les deux plus beaux esprits de notre siècle, je veux dire M. Racine et M. Chapelle. »

## Œuvre
Chapelle est l'auteur de courts poèmes (épigrammes, sonnets, odes, madrigaux, stances) dans le style satirique ou libertin.
Les œuvres de Chapelle ont été publiées en 1755, en 1854, et rééditées en 1977.

## Son épitaphe[33]
Ci-gît qu'on aima comme quatre,
Qui n'eut ni force ni vertu,
Et qui fut soldat sans se battre,
Et poète sans être battu.

## Éditions
- « Voyage de Messieurs de la Chapelle (sic) & Balchaumont (sic) », dans Nouvelles poésies et prose (sic) galantes. Contenant plusieurs élégies, sonnets, épigrammes, stances, rondeaux, bouts-rimez et madrigaux. Sur divers sujets les plus enjoüez de ce temps. Paris, Estienne Loyson, 1661.
- Voyage de Messieurs de Bachaumont et de La Chapelle. Avec un mélange de Piéces fugitives tirées du Cabinet de Monsieur de Saint Evremont. Utrecht, Chez François Galma, 1697.
- Voyage de Messieurs Bachaumont et La Chapelle (lire en ligne). Auquel on a joint les Poésies du Chevalier de Cailly, etc. Toutes pièces excellentes qui étoient devenuës fort rares. Amsterdam, Chez Pierre De Coup, 1708.
- Œuvres de Chapelle et de Bachaumont, précédées de Charles-Hugues Le Febvre de Saint-Marc, Mémoires sur la vie de Chapelle, La Haye-Paris, 1755 (lire en ligne).
- Voyage de Chapelle et de Bachaumont (lire en ligne). Suivi de leurs poésies diverses, du voyage de Languedoc en Provence par Lefranc de Pompignan, de celui d'Eponne par Desmahis et de celui du chevalier de Parny, précédé de mémoires pour la vie de Chapelle, d'un éloge de Bachaumont, et d'une préface par de Saint Marc., éd. chez Constant Letellier, fils, libraire, 1826.
- Œuvres de Chapelle et de Bachaumont, nouvelle édition, précédée d'une notice par M. Tenant de Latour, Paris, 1854.
- Voyage de Chapelle et de Bachaumont, illustrations d'Henriette Bellair, PUF, Paris, 1927.
- Chapelle et Bachaumont, Voyage d'Encausse, établissement du texte, introduction et notes par Yves Giraud, Paris, Honoré Champion, 2007.
- Chapelle et Bachaumont, Voyage à Encausse, éd. critique établie par Laurence Rauline et Bruno Roche, Saint-Étienne, Institut Claude Longeon, 2008  (ISBN 2-86724-042-5).